# 2023年6月

## 6月2日
- 印度奥迪沙邦巴拉索爾縣巴拉索爾市發生列車相撞事故，造成288人死亡、850人受伤[1]。當時該列客運列車正從加爾各答附近的Shalimar站（英语：Shalimar railway station）前往清奈中央站的途中，在Bahanaga Bazar站（英语：Bahanaga Bazar railway station）附近與1列客運列車相撞[2]，另有1列停在現場的貨運火車受到波及。此次事故為印度24年來死亡人數最高的火車事故[3][4]。

## 6月3日
- 曼彻斯特城足球俱乐部在2022至2023年英格兰足总杯决赛中以2比1的比分击败曼彻斯特联足球俱乐部赢得2023年足总杯冠军。[5]

## 6月4日
- 印度比哈尔邦巴加爾布爾縣阿格瓦尼-苏丹甘吉大桥（英语：Bridges_in_Bihar#Aguani_Ghat_Bridge）再次发生坍塌，造成1人失踪，失蹤者為警衛。該座橋在14個月內第2次倒塌，該座橋橫跨恒河。工程原定於2019年完工，但多次延誤。該座桥耗资171亿卢比，原预计在該年11月至12月左右落成[6][7]。

## 6月5日
- 韓國國家報勳處升級為國家報勳部[8]。外交部下新設在外同胞廳（朝鲜语：대한민국 재외동포청）[9]。

## 6月6日
- 俄烏戰爭期間，乌克兰赫尔松州卡霍夫卡區新卡霍夫卡市卡霍夫卡水电站的蓄水库於凌晨2時50分遭炮火摧毁[10][11]。該水壩現為俄羅斯軍事佔領控制[12]。
- 加拿大魁北克省发生严重森林野火，烟雾导致北美东部大都市数日的空气质量急剧下降[13]。

## 6月7日
- 埃及旅游与文物部（英语：Ministry of Tourism and Antiquities (Egypt)）宣布禁止荷兰莱顿国立古物博物馆的考古学家在埃及薩卡拉进行考古发掘工作，认为该博物馆策划的古埃及音乐（英语：Music of Egypt）展览有歷史否定主義的嫌疑[14]。
- 西汉姆联足球俱乐部以2比1击败佛罗伦萨足球俱乐部，取得2022–23年歐洲協會聯賽的冠军[15]。

## 6月8日
- 因涉嫌不当持有政府机密文件，美国前总统唐纳德·特朗普被佛罗里达南区联邦地区法院大陪审团起诉37项罪名（英语：Federal prosecution of Donald Trump）[16]。

## 6月10日
- 曼城在决赛以1-0战胜国际米兰，夺得2022–23年歐洲冠軍聯賽冠军[17]。

## 6月11日
- 韓國江原道改制為江原特別自治道[18]。
- 越南多樂省格昆县亚宵社和亚克图尔社的公安派出所发生枪击案，造成9人死亡、2人受伤，死者为4名公安警察、2名乡干部、3名普通公民，伤者为2名公安警察。警方已逮捕26名涉案嫌疑人[19]。
- 2023年法国网球公开赛闭幕，伊加·[20]、伊万·多迪格和奥斯汀·克拉吉塞克组合[21]、謝淑薇和王欣瑜组合[22]、諾瓦克·德约科维奇[23]分别取得女单、男双、女双、男单冠军。

## 6月12日
- 丹佛掘金在总决赛以4-1战胜迈阿密热火，夺得2022–23赛季NBA总冠军，尼古拉·約基奇当选总决赛最有价值球员。[24]
- 天文学家在《自然·天文学》期刊宣布发现围绕TOI-1338（英语：TOI-1338）恒星运转的系外行星BEBOP-1c。[25]

## 6月13日
- 中国天津市河东区东新街道远翠中里社区、凤岐里社区发生烟花爆炸，造成3人死亡、多人受伤，伤者均为轻伤。46岁嫌疑人马姓男子已被抓获。嫌疑人使用烟花爆竹作案[26]。

## 6月14日
- 一艘载有近400名利比亚难民的渔船在希腊伯罗奔尼撒大区麦西尼亚专区皮洛斯-内斯托拉斯市镇（英语：Pylos-Nestor）皮洛斯鎮附近海域倾覆，造成78人死亡、200多人失踪。為該年最嚴重的船難，也為該地區自2017年以來的最高記錄[27]。

## 6月15日
- 2022年亞洲運動會圣火火种在中国浙江省杭州市余杭区良渚街道良渚古城遗址采集[28]。
- 阿根廷队与澳大利亚队在中国北京市朝阳区北京工人体育场举行足球友谊赛，比赛期间遭一名18岁邸姓男球迷闯入场内，导致比赛一度中断[29]，最終阿根廷以2比0战胜澳大利亚[30]。

## 6月18日
- 由海洋之門遠征營運的泰坦號潛水器（Titan）在加拿大紐芬蘭與拉布拉多省附近的北大西洋失蹤。該艘潛水器可搭載5人，當時載著一批遊客參觀鐵達尼號殘骸[31]。事故原因其后确认为潜水器发生內爆，5名乘客当场身亡[32]。

## 6月21日
- 中国宁夏自治区银川市兴庆区民族南街富洋烧烤店发生爆炸，造成31人死亡、7人受伤，其中1人危重、2人中度烧伤、2人轻症、2人玻璃划伤。具体原因为烧烤操作间液化石油气泄漏引发爆炸[33]。

## 6月23日
- 俄罗斯雇佣兵军团瓦格纳集团领导人叶夫根尼·普里戈任批评俄罗斯国防部编造借口入侵乌克兰后，俄罗斯正规军疑似向瓦格纳军团发动空袭，引发瓦格纳哗变[34]。俄罗斯联邦安全局宣布对普里戈任“涉嫌煽动军队叛乱”的行为进行刑事调查[35]。最终行动以普里戈任与白俄罗斯总统亚历山大·卢卡申科达成共识，不再向莫斯科进军落幕[36]。

## 6月25日
- 2023年危地马拉大选举行[37]。
- 由基里亚科斯·米佐塔基斯率领的新民主党在2023年6月希腊议会选举取得多数席位，再度成为执政党[38]。

## 6月27日
- 俄羅斯對烏克蘭克拉馬托爾斯克的民用建築發射了2枚9K720伊斯坎德爾飛彈，造成至少13人死亡，64人受傷[39]。

## 6月28日
- 法国多个城市爆发骚乱，抗议法国警察射杀17岁非裔青年纳赫尔·梅尔佐克，造成31人被捕、25名警察受伤、40辆汽车被纵火[40]。
- 尼泊尔最高法院命令政府允许同性及非传统伴侶临时登记婚姻[41]，尼泊爾成為第一個承認同性婚姻的。

## 6月30日
- 摩爾多瓦基希讷乌国际机场發生槍擊事件，造成2人死亡、2人受傷，其中死者為1名邊防警衛、1名機場保安人員，傷者為1名旅客和襲擊者。襲擊者為43歲男子魯斯塔姆·阿舒羅夫，居住在塔吉克首都杜尚別[42]。